# Spermophora sumbawa
Spermophora sumbawa là một loài nhện trong họ Pholcidae. Loài này có ở Soembawa.